# Tungnafellsjökull
Pour l’article homonyme, voir Tungnafellsjökull (volcan).
Ne doit pas être confondu avec Tungnaárjökull.
Le Tungnafellsjökull est l'un des grands glaciers d'Islande, plus précisément le septième par sa superficie avec 48 km2. Il se trouve au cœur du pays à une altitude de 1 535 mètres, recouvrant le volcan du même nom.